# Manuel Pablo
Manuel Pablo García Díaz (Arucas, 25 gennaio 1976) è un ex calciatore spagnolo, di ruolo difensore.

## Palmarès

### Club

#### Competizioni nazionali
- Campionato spagnolo: 1

Deportivo La Coruña: 1999-2000
- Coppa di Spagna: 1

Deportivo La Coruña: 2001-2002
- Supercoppa di Spagna: 2

Deportivo La Coruña: 2000, 2002
- Segunda División: 1

Deportivo La Coruña: 2011-2012